# Lieudieu
Lieudieu är en kommun i departementet Isère i regionen Auvergne-Rhône-Alpes i sydöstra Frankrike. Kommunen ligger i kantonen Saint-Jean-de-Bournay som tillhör arrondissementet Vienne. År 2022 hade Lieudieu 347 invånare.

## Befolkningsutveckling
Antalet invånare i kommunen Lieudieu
Referens:INSEE